# 東海地震に関連する情報

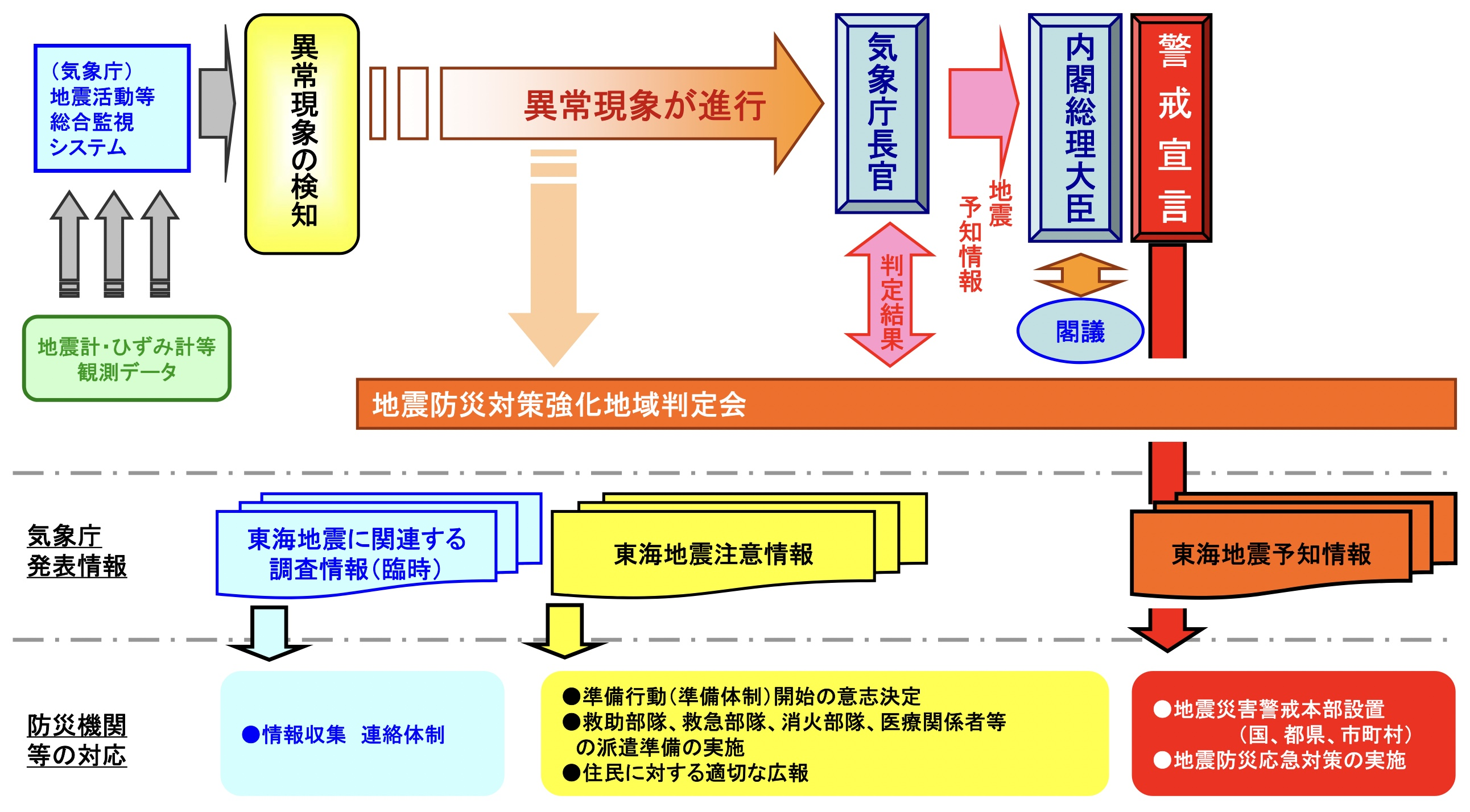
東海地震に関する情報および警戒宣言の発表の流れ

東海地震に関連する情報（とうかいじしんにかんれんするじょうほう）は、日本において気象庁が、“東海地震発生の予兆の可能性がある現象を観測した”時に発表していた情報。単に「東海地震関連情報」と呼ばれる場合もある。
前兆と見られる現象の程度に応じて3段階の情報があり、いずれも政府機関やマスコミを通じて国民に周知される。2番目に重い「東海地震調査情報」では防災関連機関が準備を開始し、最も重い「東海地震予知情報」については強制力を伴った住民の避難や交通規制など大規模な対策が行われる。
ただし、情報が発表されないまま地震が発生する（突発型東海地震）可能性も少なくないとされている。気象庁などはこの情報だけを頼りにするのではなく、不意に東海地震が発生した場合の対策も同時に行うべきだと促している。
2017年11月からは、東海地震に限定した本情報の発表は行なわず、南海トラフ巨大地震を対象にした「南海トラフ地震に関連する情報」が運用されており、さらに2019年5月には「南海トラフ地震臨時情報」等に改められている（詳細は「南海トラフ巨大地震#警戒態勢」を参照）。

## 概要
| 「東海地震に関連する情報」の3つの段階 | |
| 東海地震に関連する調査情報            | 観測された現象が東海地震の前兆現象であると直ちに判断できない場合や、前兆現象とは関係がないとわかった場合 |
| 東海地震注意情報                      | 観測された現象が前兆現象である可能性が高まった場合                                                       |
| 東海地震予知情報                      | 東海地震の発生のおそれがあると判断した場合                                                               |

「東海地震の前兆現象」を観測するとともに、前兆現象または前兆と疑われる現象が観測された場合はその段階に応じて情報を発表する仕組み。
- 予知対象である「東海地震」：静岡県西部からその南側海域にかけての地域（想定震源域）の地下を震源として発生する、マグニチュード(M)8前後の海溝型地震。
- 「東海地震の前兆現象」：東海地方に設置されているひずみ計（歪計）の「有意な変化」（後述）や、東海地震の想定震源域で発生する大きな地震 などが対象。
  - 判断基準となるのは21地点に設置されているボアホール体積ひずみ計。そのほかにも地震計、多成分歪計、伸縮計、傾斜計、検潮儀、地下水位、GPS測位計などの常時観測体制が構築されており、参考にされる[2]。
- 情報を発表する機関：気象庁（東海地震の警戒宣言は内閣総理大臣）。
- 東海地震の発生のおそれの判定を行う機関：地震防災対策強化地域判定会。
- 予知情報・警戒宣言発表時に防災行動の対象となる地域：地震防災対策強化地域（静岡県全域、山梨県のほぼ全域、愛知県のほぼ全域、岐阜県・長野県・神奈川県の静岡・山梨隣接部、三重県沿岸部、東京都の伊豆諸島の一部）。ただし、交通やインフラ停止の影響は周辺地域にも及ぶ。
- 予知情報・警戒宣言発表時の防災行動：大規模地震対策特別措置法およびそれに基づく政令・条例などで規定。

## 沿革
1944年に発生した昭和東南海地震では、2〜3日前から明確な地殻変動が観測され、研究によりこれは地震の前兆現象ではないかと考えられるようになった。その後の地震研究の進展により、この考え方は「プレスリップモデル」として地震学で広く認知されるようになった。
ただし、プレスリップモデルの根拠とした地震予知は、高感度で高密度の観測網を設置する必要があり、かつ正常範囲内のデータの誤差を知るために長期間運用して実績を上げなければいけない。1854年の安政東南海・東海地震以来東海地震は発生しておらず、1944年の東南海地震により東海地震の震源域にかかるひずみが増したとされることから、東海地震はプレスリップモデルによる予知に最もふさわしいとされ、東海地震を対象として体制を構築することになった。
1978年に、その体制の基礎となる大規模地震対策特別措置法が成立した。
しかし、研究の進展によって、近年になって高感度・高密度の観測網が増え、少しずつ実績も積まれ始めている。だが東海地震以外でも、地震予知体制が構築できる可能性は未知数である。

## 観測体制と予知の根拠
気象庁や防災科学技術研究所に加えて、地震研究に携わる各地の大学などが、東海地震の震源域周辺の陸上、海底、地中に地震計や歪計、GPS変位計などの観測機器を設置している。この情報から、東海地震の前兆となりうるあらゆる現象を捉え、学会や会合などに報告される。
前兆現象として念頭に置かれているのはプレスリップ（前兆すべり）と呼ばれるものである。地震学においてプレスリップとは、沈み込み型プレート境界で、プレート同士の固着が弱まって、本格的なプレートのすべり（=大地震）につながるような若干のすべり（スリップ）が発生することをいう。
東海地方の地下には、ユーラシアプレートという大陸のプレートが存在しており、伊豆半島以外はそのプレートの上に地殻があり、その上の地表に沢山の人が住んでいる。このユーラシアプレートの上に地殻が乗っている範囲は東海地方の南方沖、駿河トラフや相模トラフ付近までであり、その南の地域ではフィリピン海プレートという海洋のプレートの上に地殻が乗っている。フィリピン海プレートは、ユーラシアプレートに対して北西方向に年間数cmのスピードで動いているため、駿河トラフや相模トラフ付近では、フィリピン海プレートがユーラシアプレートの下に沈み込んでおり、その海底は非常に深い海溝やトラフとなっている。
東海地方の地下で沈み込むフィリピン海プレートは、上側のユーラシアプレートとの間で大きな摩擦が発生し、地下約10km〜50km付近に、プレート同士がぴったりと密着して容易にはすべらない部分ができる。これを固着域という。しかし、プレートの移動によって摩擦力が次第に増してくるため、摩擦による固着の持続時間は限られている。この持続時間が過ぎると、密着していたプレートの岩盤が少しずつずれはじめ、やがて堰を切ったように急激にずれ動き、そのずれが周囲のプレート境界に伝わって大規模な断層運動が起こる。プレスリップとは、「密着していたプレートの岩盤が少しずつずれはじめる」ことである。
ただし、プレスリップを直接観測することは、現在の技術では不可能である。現在は、固着域の真上や海溝の北側の地表で、地震活動や地面の傾斜、地面の変位などを観測する手法が用いられている。普段、海溝の北側の地表は、フィリピン海プレートの沈み込みに加えてプレートの境界が密着しているせいで、ユーラシアプレートの上にあるにもかかわらず少しずつ移動している。移動方向は北西方向で、地中に向かって沈み込みながら移動している。しかし、プレスリップが起こると、ユーラシアプレートが次第に浮き上がり始める。こういったことから、プレスリップのとき、地表の観測点ではもともと沈み込んでいたスピードが遅くなったり、逆に浮き上がる動きが観測されると考えられている。
このような動きは、21か所に設置されているひずみ計によって常時観測されている。設置箇所は網代・東伊豆・石廊崎・土肥・富士・清水・静岡・藤枝・榛原・御前崎西・御前崎・川根・天竜・三ヶ日・蒲郡・伊良湖・掛川・佐久間・本川根・浜北・春野で、本川根と春野は静岡県、それ以外は気象庁が設置した。静岡県内にある観測点が19か所、愛知県内にある観測点が2か所。24時間体制で観測が行われ、ネットワークにより結ばれて情報は気象庁などに送られている。
東海地震に関しては、地殻変動や地震活動の状況を報告し、東海地震との関連性を含めてその解明を行う「地震防災対策強化地域判定会」というものがある。月例の会合が開かれ、資料は報道記者や一般向けにも公開されている。また、東海地震観測情報の発表後に開かれる臨時の会合もある。こちらは普段の会合と性質が異なる部分があり、「判定会委員打合せ会」と呼んで区別している。

## 3段階の情報
東海地震発生の前兆の可能性がある現象が観測された場合、関連機関による会合などを経て、以下の3つのうちいずれかの情報が発表される。

### 東海地震に関連する調査情報
単に「東海地震調査情報」と呼ばれる場合もあり、旧称は「東海地震観測情報」。観測された現象が、直ちに前兆現象であるとは判断できない場合、または前兆現象とは関係がないと判明した場合（いずれも臨時）、毎月1回、定例の地震防災対策強化地域判定会の後の会見（定例）で発表される。それぞれ後に（臨時）と（定例）をつけて区別する。
技術的基準として、1か所のひずみ計で「有意な変化」が観測された場合、または東海地方で顕著な地震活動が発生した場合などが定められている。ひずみ計1か所の「有意な変化」が、局地的なもの（地表付近のもの）に過ぎない可能性、機器の故障である可能性もあるためこのような情報が出される。
東海地震の発生が近い可能性は比較的低いので、自治体や防災機関等は情報収集体制を強化するが、周辺住民は普段と同じように過ごしてよい段階である。東海地震直前のプレスリップである恐れがなくなった場合、または直ちに前兆現象であるとは判断できないようになった場合に解除される。
- 1999年（平成11年）5月10日 - 静岡県中部を震源とする地震
- 2000年（平成12年）1月31日 - 前年の地震活動総括
- 2001年（平成13年）4月4日 - 静岡県中部を震源とする地震
- 2003年（平成15年）4月9日 - 三ヶ日のひずみ計データ変化

上記の4件はすべて「（東海地震）解説情報」として発表された。
2004年（平成16年）に「（東海地震）解説情報」から「（東海地震）観測情報」に名称や位置付けが変更になってからは、しばらく発表例がなかったが、2009年（平成21年）8月11日に駿河湾を震源とする地震が発生した後に初めて発表された（この地震の震源が東海地震の想定震源域内であり、地震発生直後にはひずみの変化が余効変動によるものか東海地震のプレスリップか専門的な判断ができないためである）。
2009年8月の駿河湾を震源とする地震の際に発表された「観測情報」を機に、東海地震に関連する情報の理解促進について検討していたが、「観測情報」について地元住民に内容を誤って理解している割合が高く、誤解せず分かりやすい名称として、2011年1月26日までに名称を「東海地震に関連する調査情報」と変更することを発表し、同年3月24日13時をもってこの名称に変更したことを発表した。

### 東海地震注意情報
観測された現象が前兆現象である可能性が高い場合、または東海地震調査情報が発表された後に観測された現象が前兆現象である可能性が高まった場合に発表される。
技術的基準として、2か所のひずみ計で「有意な変化」が観測され、それをプレスリップのものと考えても矛盾がない場合、などが定められている。歪計の「有意な変化」が2か所となると、固着域で起こった現象に原因がある可能性が高いが、地下深くの別の場所で起こった現象が原因の可能性もあるため、このような情報が出される。
東海地震の発生が切迫している可能性があるので、周辺住民は政府や自治体などからの情報に注意して行動すべき段階である。
東海地震が発生する恐れがなくなった場合に解除される。

### 東海地震予知情報
東海地震の発生のおそれがあると判断された場合に発表される。
技術的基準として、3か所以上のひずみ計で「有意な変化」が観測され、それがプレスリップによるものだと判定された場合などと定められている。ひずみ計の「有意な変化」が3か所となると、固着域で起こった現象に原因がある事がほぼ確実になるため、このような情報が出される。ちなみに九都県市合同防災訓練の際に使われる訓練データは、担当観測員が目を剥いて飛び上がる、“ひずみ計1か所ごとに0.5×10-6以上（マイナスのべき乗なので乗数値が減って行く、若しくは0.5から増える）の変化が3時間以内に発生、周辺の3か所以上で明瞭なステップ状の変化を確認”というレベルにされているという。
判定会によって東海地震の発生のおそれがあると判定されると、気象庁長官から内閣総理大臣へ地震予知情報が報告され、内閣総理大臣は直ちに東海地震の警戒宣言を発表する。これとほぼ同時に、気象庁からマスコミを通じて東海地震予知情報が発表される（主に日本放送協会(NHK)が報道特別番組として、緊急警報放送で行なう）。
東海地震の発生が切迫している可能性が高いので、政府や自治体が住民に避難や対応などの行動を求め、被害が予想される地域への立ち入りが制限される。防災機関は救助などの準備を整え、被害地域外の機関も救援の準備を行う。いずれもできるだけ速やかに行うことが求められる。
地震防災対策強化地域内や周辺地域では、以下のような措置がとられる。市町村防災行政無線同報系は一斉にサイレンを所定の鳴らし方で鳴らし、住民に告知を行ない警戒を促す。全国瞬時警報システム（Jアラート）にも規定されており市町村防災行政無線同報系を起動させて、情報が発表された旨を告知する。
- 電話：消防等の重要通信を優先するために一部通話制限が行われるため、一般での利用はできるだけ行わないようにすることが求められる
- 電気・ガス・水道：普段通り使えるものの、事故を未然に防ぐためできるだけ使わないようにするべきだとされる
- 鉄道：新幹線を含めて最寄りの駅に停車する。公共交通機関はすべて運休となる
- 学校：児童生徒に対し速やかに下校の措置が取られる（小学校では保護者に迎えに来てもらう）
- 病院：外来患者診察休止
- 百貨店・ショッピングモール：営業を直ちに休止する
- 道路：緊急車両以外は強化地域内への進入が禁止され、避難などに使われる一部の道路は通行規制が行われる。また、高速道路で時速50km、一般道で時速20kmに減速して、ラジオなどで情報収集に努めることが求められる。車から避難する場合は、できるだけ道路の外に駐車するようにし、道路に止める場合は鍵をつけたままにして緊急車両などの通行時に移動できるようにしておくことが望ましいとされる。土砂災害や津波などの危険が予想される地域では直ちに避難を行うが、それ以外の地域でもすぐ避難できる準備を整えておいたほうがよいとされている。

東海地震が発生する恐れがなくなった場合には解除される。